# گیبز (دهانه)
گیبز یک دهانه برخوردی در ماه‌ است.

## دهانه‌های اقماری
این دهانه ۱ دهانه اقماری دارد.
| Gibbs | عرض جغرافیایی | طول جغرافیایی | قطر          |
| ----- | ------------- | ------------- | ------------ |
| D     | ۱۳.۱° S       | ۸۵.۹° E       | ۱۳.۰ کیلومتر |